# Clémence Thioly
Clémence Thioly (* 25. července 1987, Paříž) je francouzská divadelní, televizní a filmová herečka.

## Život
Narodila se v Paříži, kde studovala nejprve literaturu na Pařížské univerzitě a posléze drama na konzervatoři. Natáčení se věnovala již od dětství, avšak první větší roli měla až v roce 2003 v krátké komedii Bien dit režisérky Zabou Breitman. Kromě divadla a filmové tvorbě (např. Veřejný nepřítel č. 1: Epilog) se věnovala natáčení televizních seriálů (např. Julie Lescautová). Na mezinárodní scéně se poprvé objevila v roce 2013 v českém filmu Colette režiséra Milana Cieslara, natočeného na motivy povídky spisovatele Arnošta Lustiga. Ten vypráví o vztahu dvou mladých Židů v koncentračním táboře Auschwitz. Jejím hereckým kolegou zde byl Jiří Mádl.

## Mediální vystoupení
Dne 13. září 2013 byla hostem pořadu moderátora show Jana Krause.